# 汎函数計算
数学における汎函数計算（はんかんすうけいさん、英: functional calculus）は、作用素に函数を適用する（函数の引数に作用素をとる）方法を与える理論である。現在のところ、函数解析学（あるいはその周辺の）の分野での理論と見做されており、スペクトル論との関連が深い。

## 導入
f が函数（実数を変数に持つという意味で数値的な函数）で、M が作用素であるとき、形式的に組み立てられた数式 "f(M)" が意味を持ち何を表すべきものであるか、ということについてはそもそも必然的な理由というものが存在しない。また、仮にそういった理由があったとしても、ここで用いた函数 f は、既にもともとの数値的な f とは定義域が違ってしまう（ある種の記号の濫用）。これは例えば演算子法において、作用素（演算子）に関する代数的な数式が作用素それ自体の持つ意味とは無関係に単に記号的に扱われることと似た状況である。しかし例えば、数値的な函数 f(x) = x2 と n×n 行列 M を考えた場合に、特に抵抗なく代入が行われて「行列の平方をとる」というような言い回しをしたりすることが通用しているのも事実である。こういった意味で、汎函数計算の概念というのは、ある種の概念の上書き（オーバーロード）についての「原理的な」手法を作り出すことになっていると受け取らねばならない。
いま言った例を推し広げて、最も直ちに考え付くのは正方行列に多項式函数を適用するという事例である。話が有限次元の場合であるならば、この多項式汎函数計算から得られる作用素の情報というのは極めてたくさんある。例えば、ある作用素 T を零化するような多項式族を考えると、この族は多項式環のイデアルであり、さらに言えば非自明なイデアルである（零化イデアル）。つまり、行列環の有限な次元 n について {I, T, T2, …, Tn} は線型従属だから、∑
i αiTi = 0 を満たす少なくとも一つが 0 でないスカラー αi が存在するが、これはつまり多項式 ∑
i αixi が件のイデアルに属することを意味する。さて多項式環は主イデアル整域であるから、件のイデアルはある多項式 m によって生成され、それはまさに作用素（今の場合は行列） T の最小多項式に他ならない。だから例えば、スカラー α が行列 T の固有値となるための必要十分条件が、α が最小多項式 m の根となることなどがわかる。また、行列 T の指数函数を計算するのにも最小多項式 m を利用することができる。
一方、無限次元の場合の多項式汎函数計算はあまり有益なものとならない。例えばずらし作用素 (unilateral shift) の多項式汎函数計算を考えれば、この作用素の零化イデアルは自明なものとなり、従って考察の対象は多項式よりも一般の写像を用いた汎函数計算へと移っていくことになる。そういった一般の汎函数計算を主題とする研究は、対角行列や乗算作用素に対してその汎函数計算の意味がどのようなものであるべきかがはっきりするという理由からスペクトル論と近しい関係にあるものと考えられる。
汎函数計算の技術的な取扱いについては、以下の各項へ：
- 正則汎函数計算（英語版）
- 連続汎函数計算（英語版）
- ボレル汎函数計算（英語版）